# Anne Frank Remembered
Anne Frank Remembered (Brasil: A lembrança de Anne Frank ) é um documentário de 1995 dirigido por Jon Blair que foi premiado com um Oscar, um Emmy Internacional e um BAFTA de melhor documentário. O filme combina testemunho pessoal, cartas da família e filme de arquivo raro com filmagens contemporânea, contando a história de vida de Anne Frank, desde a sua infância em Frankfurt e Amsterdã a sua captura e morte em Bergen Belsen, em 1945.

## Sinopse
Utilizando-se de materiais de arquivo nunca vistos e entrevistas inéditas, o diretor Jon Blair compõe este documentário sobre a jovem Anne Frank, uma das mais famosas vítimas do Holocausto.

## Elenco
- Kenneth Branagh ... Narrador (voz)
- Glenn Close ... Leituras do diário (voz)
- Anne Frank	... Ela mesma (arquivo de filme)
- Edith Frank ... Ela mesma (arquivo de filme)
- Margot Frank	... Ela mesma (arquivo de filme)
- Miep Gies ... Ela mesmo
- Hannah Pick-Goslar	... Ela mesma
- Joely Richardson	... Leituras do diário (voz)
- Otto Frank	... Ele mesmo (não creditado)
- Jan Gies ... Ela mesma (arquivo de filme, não creditado)
- Johannes Kleiman ... Ela mesma (arquivo de filme, não creditado)
- Victor Kugler ... Ele mesmo (arquivo de filme, não creditado)
- Nelson Mandela ... Ele mesmo (arquivo de filme, não creditado)
- Fritz Pfeffer ... Ele mesmo (arquivo de filme, não creditado)
- Auguste van Pels ... Ele mesmo (arquivo de filme, não creditado)
- Herman van Pels ... Ele mesmo (arquivo de filme, não creditado)
- Peter van Pels ... Ele mesmo (arquivo de filme, não creditado)